# Geitoneura lasus
Geitoneura lasus är en fjärilsart som beskrevs av William Chapman Hewitson 1864. Geitoneura lasus ingår i släktet Geitoneura och familjen praktfjärilar. Inga underarter finns listade i Catalogue of Life.